# Georges Wambst
Georges Wambst (Colombes, 21 luglio 1902 – Parigi, 1º agosto 1988) è stato un ciclista su strada e pistard francese vincitore della medaglia d'oro ai Giochi Olimpici di Parigi nel 1924 nella prova della Corsa a squadre, fratello dei corridori Auguste Wambst, Charles Wambst e Fernand Wambst.

## Carriera
Nel 1923 prese parte ai Campionati del mondo di ciclismo su strada nella categoria dilettanti terminandoli all'ottavo posto mentre la stagione successiva migliorò il piazzamento finendo quinto.
Sempre nel 1924 fu terzo ai Campionati francesi di ciclismo su strada dilettanti, svoltisi a Bordeaux, dietro André Leducq ed Armand Blanchonnet.
Partecipò quindi ai Giochi Olimpici di Parigi nella specialità della Corsa a squadre assieme ad André Leducq, Armand Blanchonnet e René Hamel vincendo la medaglia d'oro davanti al Belgio ed alla Svezia.
Nel 1925 passò professionista come Individuale, vincendo subito la Parigi-Reims; rimase in questa particolare categoria per tutta la durata della sua carriera, mostrandosi molto forte nelle corse di dietro moto, sia su strada che su pista. 
Vinse infatti il Critérium des As a Parigi nel 1929, salendo inoltre sul podio di questa corsa anche nelle edizioni del 1931 e 1932 e finendo quarto nel 1933, ed il Campionato francese del Mezzofondo nel 1935 e nel 1940, mentre nel 1934, 1936, 1937 e 1939 arrivò secondo.
Assieme al connazionale Charles Lacquehay partecipò a molte Sei giorni vincendo, fra le altre, la prestigiosa Sei giorni di Berlino nel 1926 e per due volte la altrettanto importante Sei giorni di Parigi, nel 1926 e nel 1927.
Anche i suoi fratelli Auguste, Charles e Fernand corsero come individuali per qualche tempo, ma senza raccogliere particolari risultati.

## Palmarès

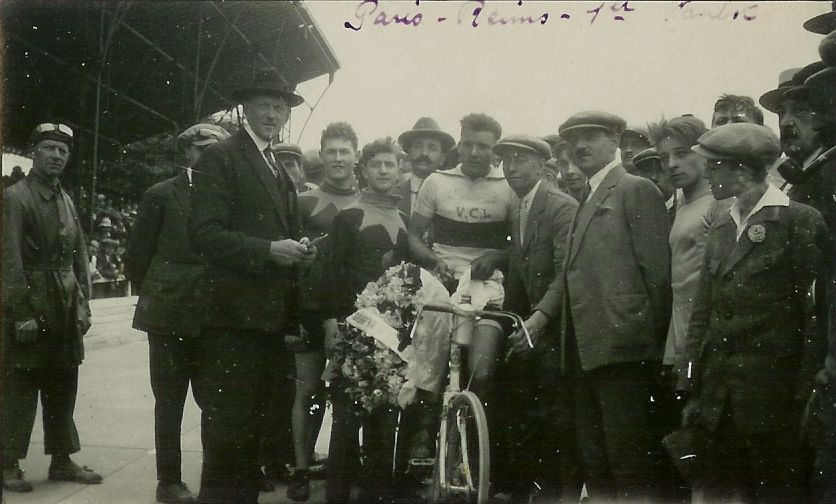
Wambst premiato per la vittoria della Parigi-Reims 1925

### Strada
- 1924 (dilettanti, una vittoria)

Parigi 1924, Corsa a squadre (con Armand Blanchonnet e René Hamel)
- 1925 (Individuale, una vittoria)

Parigi-Reims
- 1929 (Individuale, una vittoria)

Critérium des As

### Pista

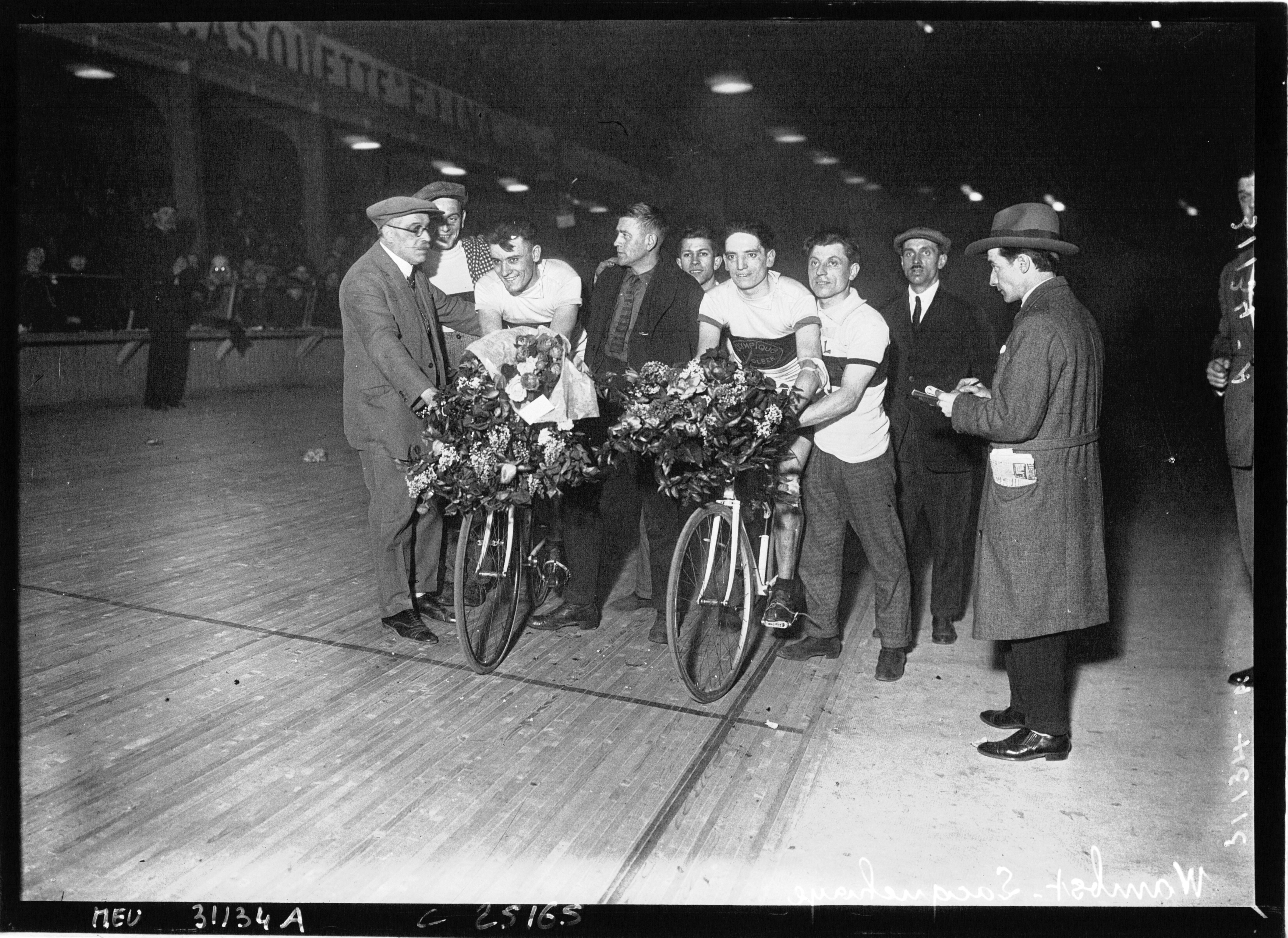
Wambst e Lacquetray, premiati per il successo alla Sei Giorni di Parigi nel 1926

- 1926 (Individuale, due vittorie)

Sei giorni di Berlino (con Charles Lacquehay)
Sei giorni di Parigi (con Charles Lacquehay)
- 1927 (Individuale, una vittoria)

Sei giorni di Breslavia (con Charles Lacquehay)
- 1928 (Individuale, tre vittorie)

Sei giorni di Parigi (con )Charles Lacquehay
Sei giorni di Nizza (con Charles Lacquehay)
Prix Dupré-Lapize (Americana, con Charles Lacquehay)
- 1932 (Individuale, una vittoria)

Prix Dupré-Lapize (Americana, con Paul Broccardo)
- 1935 (Individuale, una vittoria)

Campionati francesi, Mezzofondo
- 1940 (Individuale, una vittoria)

Campionati francesi, Mezzofondo

### Competizioni mondiali
- Campionati del mondo su strada

Parigi 1923 - In linea dilettanti: 8º
Zurigo 1924 - In linea dilettanti: 5º
- Giochi olimpici

Parigi 1924 - Corsa a squadre: vincitore